# Blickensderfer

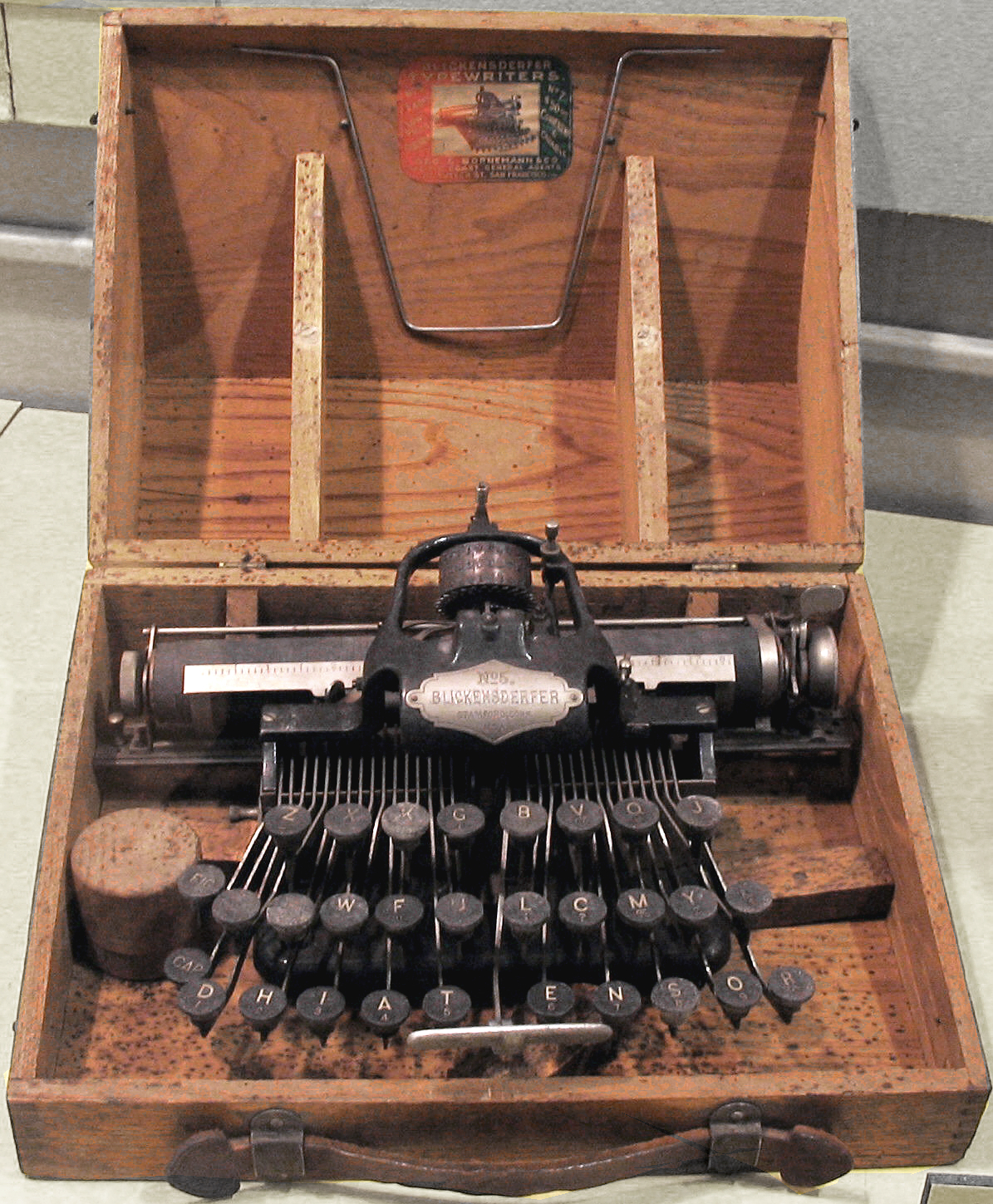
Blickensderfer No. 5

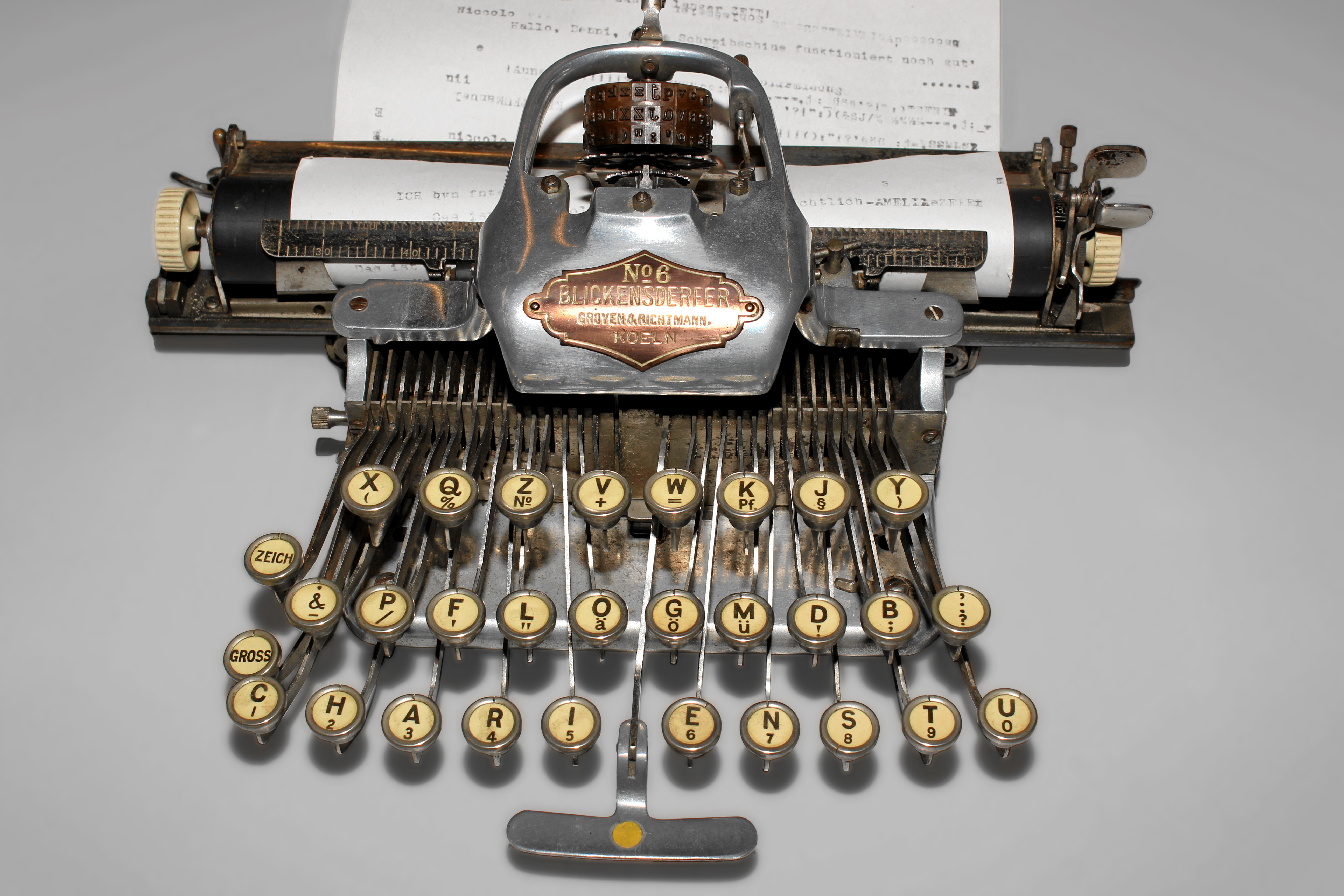
Blickensderfer No. 6, deutsche Ausführung

Die Blickensderfer ist eine Schreibmaschine, die von George C. Blickensderfer (1850–1917) als Prototyp 1893 in den USA vorgestellt wurde. Sie gilt als rein mechanischer Vorläufer der Kugelkopfschreibmaschine.

## Allgemeines
Während die Modelle 1 und 3 offenbar nur in geringen Stückzahlen produziert wurden, kam das erste erfolgreiche Serienmodell 1898 als Blickensderfer No. 5 auf den Weltmarkt. Durch ihr zylindrisches Typenrad (einem Kugelkopf nicht unähnlich) war sie handlich und leicht zu transportieren. Sie sollte deshalb mit den Reiseschreibmaschinen von Remington konkurrieren; bekannt wurde sie aber wegen ihres Typenrads. Während einfache Modelle für 35 Dollar angeboten wurden, musste sich die Blickensderfer mit einem Preis von 100 Dollar allerdings gegen die besten Modelle ihrer Zeit behaupten. 1902 fertigte Blickensderfer auch die erste elektrische Schreibmaschine, die Blickensderfer Electric aus Aluminium. Dieses Modell unterschied sich technisch nur durch die fehlende Kippachse und den beweglichen Papierträgerwagen von den späteren Kugelkopf-Schreibmaschinen von IBM. Dennoch wurde sie kein Erfolg, die Gründe hierfür sind spekulativ. Die unterschiedlich genormten Stromnetze (unterschiedliche Spannungen, teilweise noch Gleichstromnetze) hatten sicher ihren Einfluss. Weltweit sind heute nur noch drei Geräte dieses Modells bekannt. Das Nachfolgemodell No. 7 war wieder ein handbetriebenes. Mit der letzten Ausführung des Modells No. 8 kam 1908 auch eine Tabulatormechanik mit fester Schrittweite hinzu. Die Produktionsstätte befand sich in Stamford, Connecticut (USA).

## Technik
Die Blickensderfer No. 5 kam mit nur 250 Bauteilen aus im Vergleich zu 2500 Teilen einer üblichen Standard-Schreibmaschine. Deshalb war sie sehr viel kleiner und leichter als die großen Schreibtischgeräte ihrer Zeit. Das Typenrad konnte ähnlich wie die späteren Kugelköpfe von IBM leicht entfernt werden, um die Schriftart zu ändern. Von den heutigen Typenrädern unterscheidet es sich durch die Zylinderform. Hier waren die Typen rund um den Zylinder in mehreren Ebenen übereinander angeordnet, während bei den modernen Typenrädern alle Typen in einer Ebene Platz finden müssen.
Jeweils drei übereinanderliegende Tasten drehten den Zylinder um den gleichen Winkel. Dies waren 10 unterschiedliche Grundwinkel, die mithilfe einer Umschalttaste (Großbuchstaben) und einer Alttaste für Ziffern und Sonderzeichen (Cap und Fig genannt) um Zwischenschritte zu insgesamt 30 Anschlagpositionen ergänzt wurden. Die Tasten der mittleren und oberen Reihe verschoben den Zylinder längs seiner Achse zur jeweils nächsten Ebene, wo die Typen in drei Reihen zu je 30 Typen um das „Zylinderrad“ herum angeordnet waren. Schließlich schlug die Type mit einer Kippbewegung der ganzen Baugruppe von oben auf die Walze. Statt eines Farbbandes färbte ein Farbröllchen die Typen ein. Alle Bewegungen wurden von der Schreibtaste aus gleichzeitig von Hand gesteuert. Mit ihrer komplizierten Technik waren diese Geräte eine herausragende Leistung mechanischer Ingenieurskunst.
Obwohl technisch ein Rückschritt, wurden zwischen 1904 und 1934 sehr viel einfachere Schreibmaschinen produziert, die sogenannte Zeigerschreibmaschine Mignon von AEG. Sie arbeitete ebenfalls mit Typenzylindern, wurde aber über eine wesentlich einfachere Mechanik bedient. Der Schreiber führte einen Zeiger über ein Buchstabenfeld, wobei die Bewegung mechanisch auf zwei Achsen übertragen wurde, um die Drehrichtung des Zylinders zu ändern und die Ebenen zu verschieben. Diese Geräte waren besonders preiswert und dadurch im privaten Anwendungsbereich außerordentlich erfolgreich. Von diesem Typenzylinder unterscheidet sich das Typenrad der Blickensderfer durch die größere Anzahl nebeneinander liegender Typen und weniger Ebenen, wodurch aus dem Zylinder die Form eines Rades entsteht.

## Tastaturbelegungen

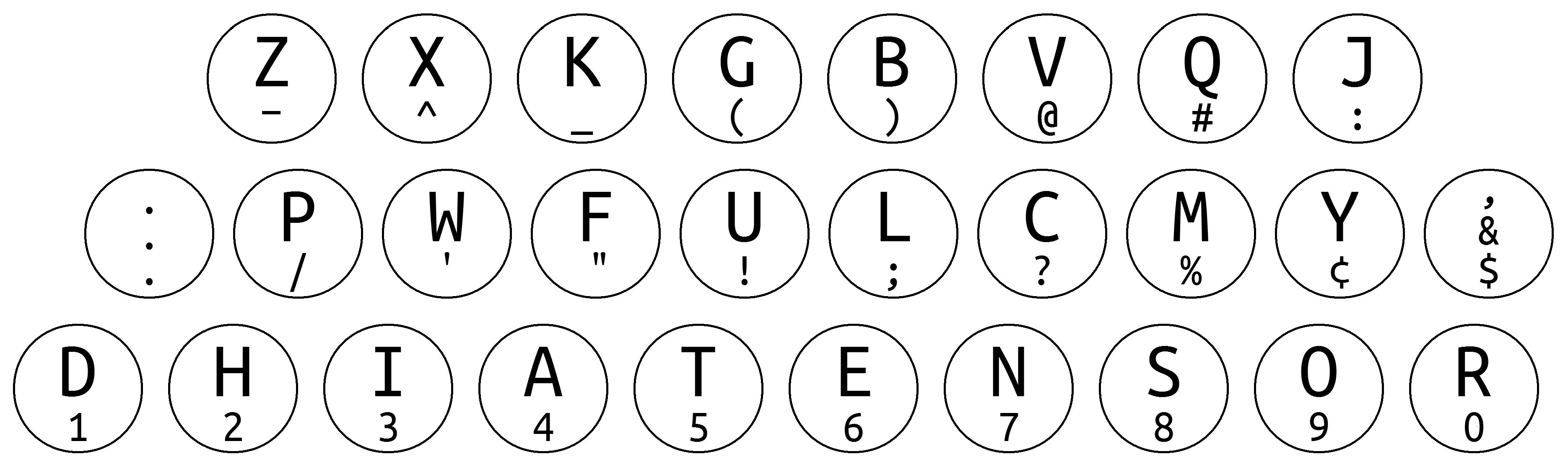
Tastaturbelegung der in den USA angebotenen Modelle

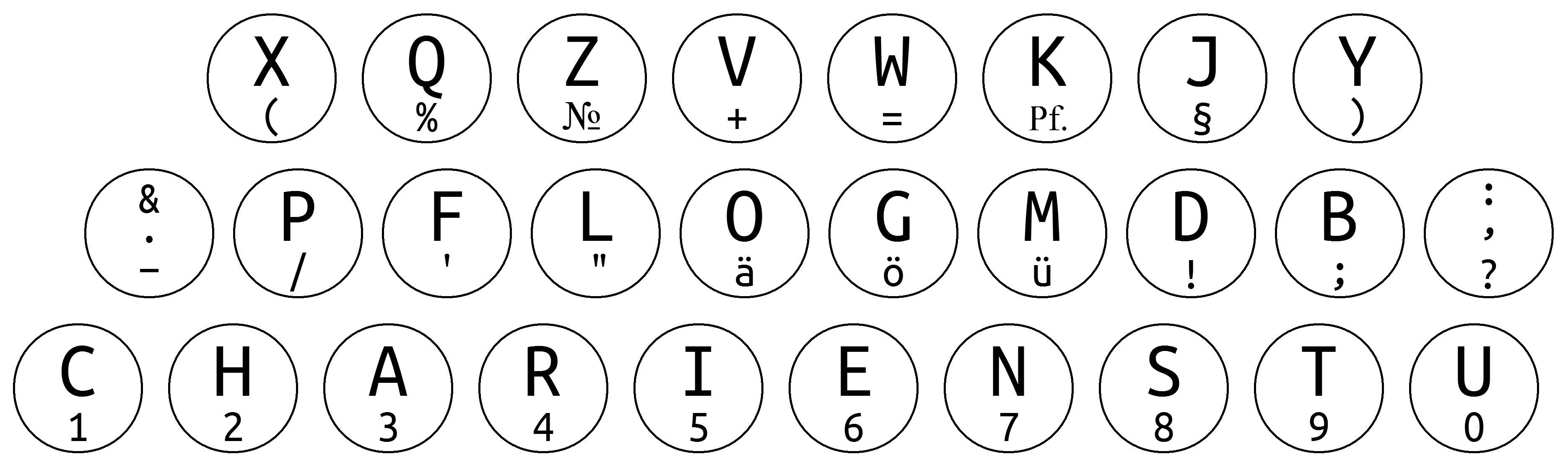
Deutsche Tastaturbelegung

Ein weiteres Merkmal der Blickensderfer-Schreibmaschine war die veränderte Tastaturbelegung. Die untere Reihe der Schreibtasten enthielt die im Englischen am häufigsten verwendeten Buchstaben DHIATENSOR, um die Effizienz zu steigern. Es sind mindestens zwei Belegungen für nicht-alphanumerische Zeichen bekannt, daneben existieren eine QWERTY-Anordnung und weitere Belegungen für andere Sprachversionen. DHIATENSOR-Tastaturen finden eine kurze Erwähnung im Roman Distraction von Bruce Sterling, als logische Entwicklung einer QWERTY-basierten Technikkultur.